# 政治的無関心
政治学において、政治的無関心（政治的無関心、英語: Political apathy）とは、政治に対する関心の欠如や無関心のことである これは、無関心、有権者無関心、情報無関心の3つから構成され、個人の無関心や政治活動への参加に対する関心の欠如として分類することができる。 またこれは、選挙、政治イベント、公的会合、投票に対する関心の欠如が含まれる。政治的無関心は、低投票率や州政府の停滞につながる可能性があり、民主主義の喪失につながり、回答者は個人的な政治的交流の欠如による社会的・心理的ダメージもあるとされている。『North American Review』によると、参加の欠如によって政治家が責任を問われないため、政治家間で汚職や不誠実などの「政治悪」につながる可能性がある。なお、投票が義務化されている国とそうでない国を比較とすると、投票が義務化されているからといって、政治的知識が高いわけでも政治活動がより活発になるとも言えないという結果が出ている。
多くの有権者は政治的な知識を持たず、関心も無く、非合理的な意志決定をしがちであることは、近年実証的なデータで確認されており、その理由としては合理的無知が挙げられる。また、2014年にアメリカで行われた総合的社会調査(GSS)では、政治に関心が高い人は、政治に関心が低い人に比べて、「人生にあまり満足していない」という傾向が強いことが明らかになっている。そして、2017年にオランダで「政治的なニュースが幸福感にどのような影響を与えるか」を調査した結果、テレビで政治に関するニュース番組を1週間見るごとに幸福度が平均で6.1％低下することが明らかになっている。
政治的無関心は、若い有権者、貧困層、少数派に多く見られる。ラーニング・エコノミー革新・研究・能力開発センター (CIRCLE)は、若者を異なるグループに分類し、広く関与する（19％）、政治的専門家（19％）、投票したのみ（18％）、残りは市民的に疎外された（16％）、政治的に疎外された（14％）、関与しない（14％）に分類している。2019年に行われた日本財団のアンケートによると「自分で国や社会を変えられると思う」日本の若者は18%であった。2010年、アメリカでは、18歳から21歳の投票権を持つ若者のうち、投票したり政治的に活動したりしたのはわずか21％であった。

## 各国

### アメリカ
アメリカでは2016年の大統領選挙での投票率は54.8％であったが、2018年の中間選挙では50.0％、2014年の中間選挙では36.7％と歴史的に低い投票率であった。政府データによると、過去60年間で投票した有権者は49～63％であった。 最も投票率が高かったのは1960年にジョン・F・ケネディ大統領が選ばれた選挙であり、最も低かったのは1996年にビル・クリントン大統領が選ばれた選挙である。
Googleの「関心ある傍観者」に関する研究で、専門家はアメリカでは48.9%の人々が政治の世界に注意を払っているが、その問題について何の意見も述べていない（投票しない、キャンペーンにボランティアとして参加しないなど）ことを発見し、そのためアメリカでは政治、投票者の無関心が高まっている。

### イギリス
イギリスでは、他の多くの西側自由民主主義諸国と同様に、ここ数十年の間、総選挙の投票率が低下している。1950年の総選挙の投票率である83.9％をピークに、投票率は着実に低下し、最終的には2001年の総選挙で59.4％と史上最低の投票率となった。選挙や政治のプロセスにおける低い投票率と離脱は、若い有権者に多く見られる。最近10年間の低い投票率に加えて、政府に対する信頼も低下し、離脱に繋がっている。

## 学術的分類

### リースマンの二類型
アメリカの社会学者デイヴィッド・リースマンは、政治的無関心を次の2つに分類した。
| 伝統型無関心 | 政治は社会的地位の高い者たちに任せておけばよいという立場から、一般大衆が政治に対する関心を抱かない状態。選挙権を有しないために参政できない状況も含まれる。                                   |
| 現代型無関心 | 国民が政治を他人事のように捉え、関心を抱かない状態。政治を解する予備知識や学識を持ち合わせていても、自分に関係がないとして参政しようとしない。または、分かりにくい政治を理解しようとしない。 |

### ラスウェルの三類型
アメリカの政治学者ハロルド・ラスウェルは、政治的無関心を次の3つの態度に分類した。
| 無政治的態度 | 政治以外の事物に関心が集中した結果、政治に関する知識や関心が低下した状態。                       |
| 反政治的態度 | 政治そのものを軽蔑したり否定したりする態度。                                                     |
| 脱政治的態度 | かつて政治による自己の期待を充足することに期待したものの、幻滅を感じて政治への関心を失った状態。 |

### 中井正一の四類型
中井正一の専門は政治学ではなく美学であり、リースマンやラスウェルの学説と比べると知名度・権威ともに乏しく、あまり参照されない。知識人に特有の状態のみ扱っている。また、中井正一のいう無関心の定義は極めて広義のものであり、そのため無関心ではなく遊離という言葉が用いられている。
| 敗退的遊離 | ラスウェルのいう脱政治的無関心にほぼ相当する概念。現実の政治に幻滅し、ひたすらに理想論のみを唱える。                                                                        |
| 逃避的遊離 | ラスウェルのいう無政治的無関心と反政治的無関心を包含する概念。「政治は醜いもの」という超越的な態度をとり、関わろうとしない。                                                |
| 妥協的遊離 | ただ現状を追認するのみで、批判的な精神を完全に失っている状態。 |
| 捨身的遊離 | 後述する屈折的無関心の極端化した状態。抗議自殺など自暴自棄の行動をとる。 前の三者と異なり、政治に関与しようという意思自体は存在するため、狭義の無関心の概念には収まらない。 |

### その他の政治的無関心
政治学者の中には、行動主義の影響を受け、心理ではなく行動を基準にして無関心を定義する者がいる。したがって、実際には政治に対する関心が強い状態でも政治的無関心に含まれることがある。
| 屈折的無関心 | 本当は政治に参加したいという欲求を持っているが、自分が参加しても大した影響は及ぼせないと考えて政治に距離を置いている状態。知識人に多いとされる。 ラスウェルのいう脱政治的無関心と重なるが、必ずしも政治経験を有する必要はない。              |
| 実存的無関心 | いくつかの政治問題には関心があるが、現実の政治が自分の思想と同じ方向に動いているため、特に政治行動を起こさない状態。政治変動が起こると唐突に熱心な活動家と化す。サイレント・マジョリティとして社会の各階層に多数が伏在すると推測されている。 |